# Heposaari (ö i Finland, Kajanaland, Kajana)
Heposaari är en ö i Finland. Den ligger i sjön Pirttijärvi och Kaitainjärvi och i kommunen Sotkamo i den ekonomiska regionen  Kajana ekonomiska region  och landskapet Kajanaland, i den centrala delen av landet, 500 km norr om huvudstaden Helsingfors. Öns area är 1,4 hektar och dess största längd är 280 meter i sydöst-nordvästlig riktning.